# Reintal (Taufers)

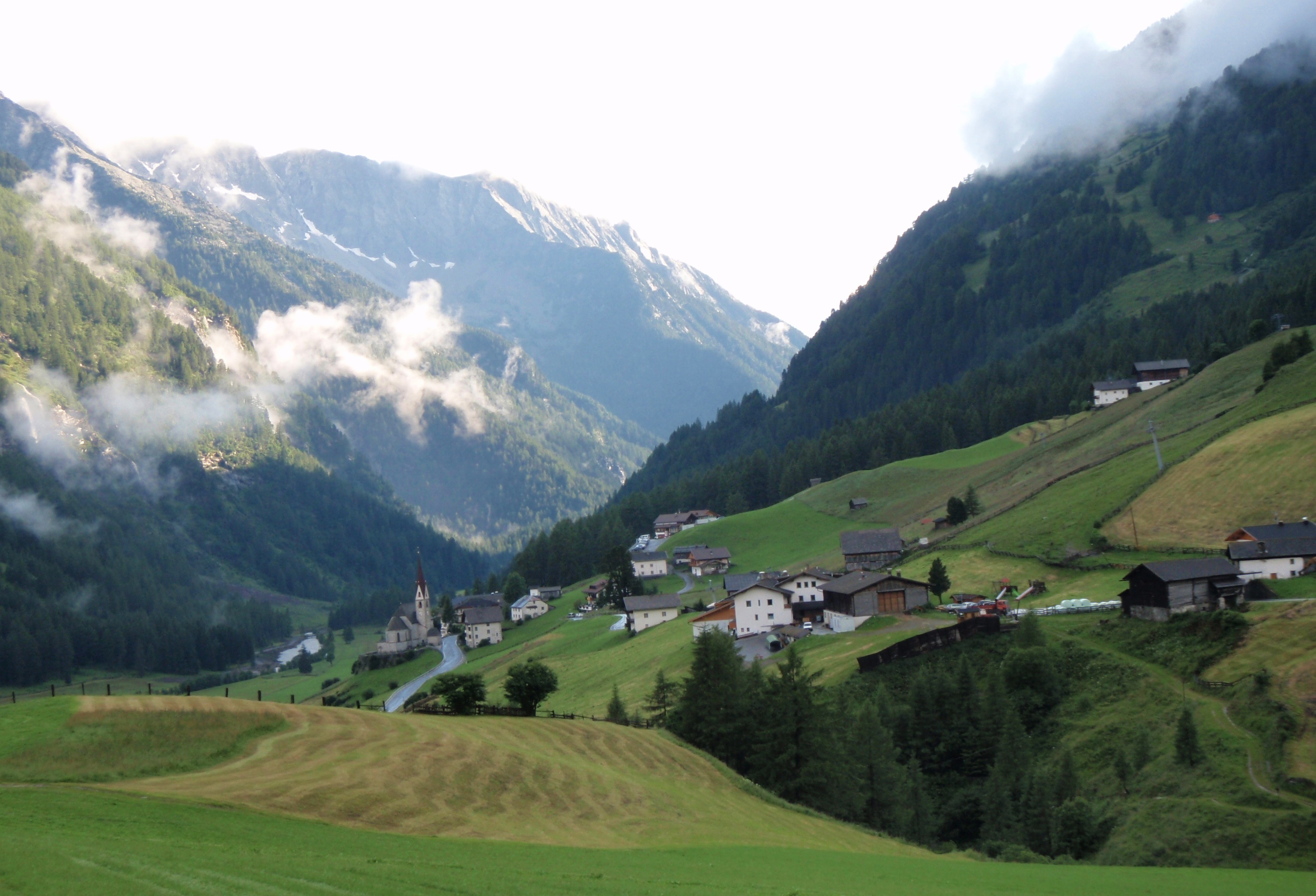
Das Reintal gegen Südosten

Das Reintal (gelegentlich Raintal geschrieben, italienisch Val di Riva), auch einfach Rein genannt, ist ein Gebirgstal in Südtirol (Italien).
Das vom Reinbach entwässerte Hochtal wird von den mächtigen Gebirgskämmen der Venedigergruppe und der Rieserfernergruppe eingerahmt. Im Westen mündet es bei Sand in Taufers, auf dessen Gemeindegebiet es sich befindet, in das Tauferer Tal, kurz Taufers genannt; über dem Talausgang liegt die Ortschaft Ahornach. Das einzige Dorf im Talinneren ist Rein in Taufers. Bei Rein verzweigt sich das Tal in einen nordöstlichen Ast, das Knuttental, und einen südöstlichen Ast, das bis zur Ursprung-Alm reichende Bachertal.
Nördlich begrenzt wird das Reintal von Bergen der Venedigergruppe, die westlich der Ochsenlenke (2614 m) der Durreckgruppe zugerechnet werden. Die höchsten Gipfel hier sind der Große Moosnock (3059 m), das Durreck (3135 m) und der Hirbernock (3010 m). Die Kämme auf der Ostseite – südlich des 2288 m hohen Klammljochs, an dem das Knuttental endet – und auf der Südseite des Reintals gehören zur Rieserfernergruppe. Im Osten erheben sich an der Staatsgrenze zu Österreich unter anderem (von Norden nach Süden) Dreieckspitze (3031 m), Lenkstein (3236 m), Fenneregg (3123 m), Patscher Spitze (3082 m) und Barmer Spitze (3200 m). Im Südosten des Tals befindet sich mit dem Hochgall (3436 m) der höchste der das Tal umgrenzenden Berge. Der von dort Richtung Westen zum Tauferer Tal hin streichende Kamm trägt ebenfalls bedeutende Gipfel, darunter den das südseitige Antholzer Tal dominierenden Wildgall (3273 m), den sich über dem Westlichen Rieserferner aufbauenden Magerstein (3273 m), den Schneebigen Nock (3358 m), die Gelttalspitze (3126 m), die Schwarze Wand (3105 m), den Morgenkofel (3073 m), den Wasserkopf (3135 m) und die Große Windschar (3041 m).
Abgesehen von kleineren Abschnitten im Bereich des Talbodens ist das gesamte Reintal im Naturpark Rieserferner-Ahrn unter Schutz gestellt.